# Hertha Berliner Sport-Club II
L'Hertha BSC II è la squadra riserve dell'Hertha Berlino. Attualmente rappresentata dalla sezione Under-23, milita nella Regionalliga Nordost, la quarta divisione tedesca.
È l'unica squadra riserve tedesca ad aver raggiunto la finale di Coppa di Germania; accadde nel 1993, quando affrontò il Bayer Leverkusen, perdendo 1-0.

## Rosa 2009-2010
| N. |                        | Ruolo | Calciatore           |
| -- | ---------------------- | ----- | -------------------- |
| 1  | Germania (bandiera)    | P     | Tom Schmidt          |
| 2  | Germania (bandiera)    | D     | Toni Gänge           |
| 3  | Germania (bandiera)    | D     | Justin Gerlach       |
| 4  | Germania (bandiera)    | D     | Sebastian Neumann    |
| 5  | Germania (bandiera)    | D     | Christian Schalle    |
| 6  | Francia (bandiera)     | C     | Abdoul Karim Martens |
| 7  | Germania (bandiera)    | C     | Sebastian Hoeneß     |
| 8  | Germania (bandiera)    | C     | Fabian Holland       |
| 9  | Germania (bandiera)    | A     | Dennis Rommel        |
| 11 | Germania (bandiera)    | A     | Ellis McLoughlin     |
| 12 | Germania (bandiera)    | P     | Patrick Sobtzik      |
| 14 | Stati Uniti (bandiera) | A     | Terrence Boyd        |
| 15 | Turchia (bandiera)     | D     | Volkan Dikmen        |
| 16 | Germania (bandiera)    | P     | Abu-Bakarr Kargbo    |

| N. |                        | Ruolo | Calciatore         |
| -- | ---------------------- | ----- | ------------------ |
| 17 | Croazia (bandiera)     | C     | Ante Čović         |
| 18 | Stati Uniti (bandiera) | D     | Alfredo Morales    |
| 19 | Germania (bandiera)    | A     | Sebastian Huke     |
| 20 | Nigeria (bandiera)     | A     | Junior Torunarigha |
| 23 | Germania (bandiera)    | A     | Marvin Knolll      |
| 24 | Polonia (bandiera)     | D     | Patryk Pdrygala    |
| 25 | Austria (bandiera)     | A     | Marco Bjuricin     |
| 26 | Germania (bandiera)    | A     | Kevin Stephan      |
| 27 | Germania (bandiera)    | A     | Dennis Lemke       |
| 28 | Germania (bandiera)    | D     | René Pütt          |
| 29 | Germania (bandiera)    | D     | Michael Laletin    |
| 37 | Francia (bandiera)     | C     | Sascha Bigalke     |
| 39 | Germania (bandiera)    | C     | Florian Riedel     |
| 44 | Germania (bandiera)    | P     | Nico Hildebrandt   |

## Palmarès

### Campionati
- NOFV-Oberliga Nord (IV): 1999, 2002, 2004, 2008

### Coppa
- Coppa di Germania finalista: 1993
- Coppa dello stato federale di Berlino vincitore: 1976, 1992, 2004, finalista: 2005

## Stagioni recenti
| Anno    | Livello | Campionato             | Classifica |
| 1975-76 | III     | Oberliga Berlin        | 2°         |
| 1976-77 | III     | Oberliga Berlin        | 2°         |
| 1977-78 | III     | Oberliga Berlin        | 6°         |
| 1978-79 | III     | Oberliga Berlin        | 3°         |
| 1979-80 | III     | Oberliga Berlin        | 4°         |
| 1980-81 | III     | Oberliga Berlin        | 7°         |
| 1981-82 | III     | Oberliga Berlin        | 10°        |
| 1982-83 | III     | Oberliga Berlin        | 8°         |
| 1983-84 | III     | Oberliga Berlin        | 4°         |
| 1984-85 | III     | Oberliga Berlin        | 11°        |
| 1985-86 | III     | Oberliga Berlin        | 10°        |
| 1986-87 |         |                        |            |
| 1987-88 |         |                        |            |
| 1988-89 | III     | Oberliga Berlin        | 6°         |
| 1989-90 | III     | Oberliga Berlin        | 9°         |
| 1990-91 | III     | Oberliga Berlin        | 6°         |
| 1991-92 | III     | Oberliga Nordost-Mitte | 5°         |
| 1992-93 | III     | Oberliga Nordost-Mitte | 6°         |
| 1993-94 | III     | Oberliga Nordost-Mitte | 5°         |
| 1994-95 | III     | Regionalliga Nordost   | 13°        |
| 1995-96 | III     | Regionalliga Nordost   | 17°        |
| 1996-97 | IV      | Oberliga Nordost-Nord  | 10°        |
| 1997-98 | IV      | Oberliga Nordost-Nord  | 2°         |
| 1998-99 | IV      | Oberliga Nordost-Nord  | 1°         |
| 1999-00 | III     | Regionalliga Nordost   | 11°        |
| 2000-01 | IV      | Oberliga Nordost-Nord  | 2°         |
| 2001-02 | IV      | Oberliga Nordost-Nord  | 1°         |
| 2002-03 | IV      | Oberliga Nordost-Nord  | 2°         |
| 2003-04 | IV      | Oberliga Nordost-Nord  | 1°         |
| 2004-05 | III     | Regionalliga Nord      | 13°        |
| 2005-06 | III     | Regionalliga Nord      | 7°         |
| 2006-07 | III     | Regionalliga Nord      | 18°        |
| 2007-08 | IV      | Oberliga Nordost-Nord  | 1°         |
| 2008-09 | IV      | Regionalliga Nord      | 12°        |
| 2009-10 | IV      | Regionalliga Nord      | 11°        |
| 2010-11 | IV      | Regionalliga Nord      | 7°         |
| 2011-12 | IV      | Regionalliga Nord      | 14°        |
| 2012-13 | IV      | Regionalliga Nord      | 5°         |
| 2013-14 | IV      | Regionalliga Nord      | 12°        |
| 2014-15 | IV      | Regionalliga Nord      | 6°         |
| 2015-16 | IV      | Regionalliga Nord      | 10°        |
| 2016-17 | IV      | Regionalliga Nord      | 9°         |
| 2017-18 | IV      | Regionalliga Nord      | 8°         |
| 2018-19 | IV      | Regionalliga Nord      | 4°         |
| 2019-20 | IV      | Regionalliga Nord      | 5°         |
| 2020-21 | IV      | Regionalliga Nord      | 12°        |
| 2021-22 | IV      | Regionalliga Nord      | 8°         |
| 2022-23 | IV      | Regionalliga Nord      | 9°         |